# Drgania własne cząsteczki
Drgania własne cząsteczki nazywane są w chemii jej drganiami normalnymi. Każde drganie swobodne układu o n stopniach swobody można zapisać jako pewną sumę n drgań własnych (normalnych), które spełniają warunki ich wzajemnej ortogonalności.
W chemii drganie normalne to:
- niezależny, zsynchronizowany ruch atomów lub grup atomów, którego wzbudzenie nie prowadzi do wzbudzenia któregokolwiek z pozostałych drgań normalnych[1].
- jednoczesny ruch wszystkich zrębów atomowych molekuły odbywający się z jednakową częstością i zgodnie w fazie[2].

Przykładowo, drgania atomów w cząsteczce wody można przedstawić jako złożenie 3 drgań normalnych, drgania te kolejno odpowiadają głównie za: symetryczne rozciąganie cząsteczki, niesymetryczne rozciąganie oraz za jej zginanie.

## Podział drgań normalnych

### Podział według zmian w długościach wiązań lub kątach walencyjnych
Wiele drgań normalnych polega głównie na oscylacjach w jednej grupie funkcyjnej (zob. drganie charakterystyczne). Klasyfikuje się je ze względu na dominujące ruchy w cząsteczce, na:
- drgania rozciągające zwane również walencyjnymi – drgania zmieniające głównie długości wiązań;
- drgania zginające – drgania zmieniające głównie kąty płaskie między wiązaniami (kąty walencyjne);
- drgania w płaszczyźnie (ang. in plane);
- drgania poza płaszczyznę (ang. out of plane) – drgania zmieniające głównie kąty dwuścienne między wiązaniami (kąty torsyjne).

### Podział według symetrii wychyleń
- drgania symetryczne
- drgania asymetryczne.

## Galeria drgań normalnych
Drgania normalne tetraedrycznej cząsteczki. 

Drgania symetryczne rozciągające
Drgania asymetryczne rozciągające
Drgania nożycowe
Drgania wahadłowe
Drgania wachlarzowe
Drgania skręcające